# Muránska Huta
Muránska Huta (allemand : Glashütte bei Großrauschenbach,  hongrois : Murányhuta) est un village de Slovaquie situé dans la région de Banská Bystrica.

## Histoire
La première mention écrite du village date de 1691.

## Démographie

### Évolution de la population
| Année:               | 1994. | 2004.    | 2014.   | 2024.    |
| -------------------- | ----- | -------- | ------- | -------- |
| Nombre de personnes: | 128   | 209      | 194     | 172      |
| Différence:          |       | +63,28 % | -7,17 % | -11,34 % |

| Année:               | 2023. | 2024.   |
| -------------------- | ----- | ------- |
| Nombre de personnes: | 173   | 172     |
| Différence:          |       | -0,57 % |